# Karl Seldahl
Karl Joni Seldahl, tidigare Wollter, född 12 juni 1975, är en svensk teaterregissör. Han är son till skådespelarna Viveka Seldahl och Sven Wollter. Seldahl utbildades vid Dramatiska institutet.
Seldahl har arbetat som regissör på flera regions- och länsteatrar och  varit konstnärlig ledare för Teater Oberon i flera år. År  2023 utsågs han till konstnärlig ledare för Estrad Norr.

## Filmografi

### Roller
- 1987 – En film om kärlek

### Scripta
- 1999 – Mamy Blue
- 1999 – Systrar

## Teater

### Regi
| År   | Produktion               | Upphovsmän                                       | Teater                 |
| ---- | ------------------------ | ------------------------------------------------ | ---------------------- |
| 2006 | Den stora apan Iso-apina | Laura Ruohonen Översättning Christoffer Mellgren | Stockholms stadsteater |
| 2016 | Yta Shape of things      | Neil LaBute Översättning Mario Bernengo          | Kompani1               |